# Danh sách trường nam sinh trên thế giới
Dưới đây là các bản danh sách về hệ thống giáo dục nam nữ học riêng (tức các trường chỉ nhận học viên là nam, hoặc những trường chỉ nhận học viên nam ở các cấp học/năm học/khối lớp nhất định), hoặc về các cơ sở giáo dục đi theo mô hình Trường học Kim cương (Diamond school) ở Anh Quốc chuyên tách riêng các học sinh theo giới tính ở những điểm cụ thể, được phân loại theo từng quốc gia.

## Ô-xtrây-li-a
Tasmania
- The Hutchins School
- St. Virgil's College

Australian Capital Territory
- St Edmund's College, Canberra
- Marist College, Canberra

New South Wales
- St Aloysius College
- Ashfield Boys High School
- Asquith Boys High School
- Balgowlah Boys Campus
- Blacktown Boys High School
- Canterbury Boys' High School
- Christian Brothers College,Burwood
- Christian Brothers High School
- Cranbrook School
- James Cook Boys Technology High School
- Epping Boys High School
- Farrer Memorial Agricultural High School
- Homebush Boys High School
- The Kings School
- Knox Grammar School
- Normanhurst Boys' High School
- Punchbowl Boys High School
- Randwick Boys High School
- Saint Ignatius' College Riverview
- Sydney Boys High School
- Sydney Church of England Grammar School
- Trinity Grammar School Summerhill

Queensland
- The Southport School Gold Coast
- Marist College Ashgrove
- Moreton Bay Boys' College
- St. Joseph's Nudgee College
- Brisbane Boys College
- Anglican Church Grammar School
- Brisbane Grammar School
- Padua College
- St Augustine's College (Queensland)
- St. Brendan's College, Yeppoon
- St Joseph's College, Gregory Terrace
- St Laurence's College

Western Australia
- Hale School
- St Peter's College
- Aquinas College Salter Point
- Christ Church Grammar School, Claremont
- Mazenod College, Lesmurdie

Victoria
- Brighton Grammar School
- Melbourne High School
- Scotch College, Melbourne
- St Joseph's College, Geelong
- Trinity Grammar School, Kew
- Yeshivah College, Australia
- Xavier College

South Australia
- Blackfriars Priory School
- Christian Brothers College
- St Peter's College, Hackney
- St Paul's College, Adelaide
- Wesley College
- Prince Alfred College Kent Town
- Rostrevor College Woodforde
- North Adelaide Grammar School

Former boys' schools
- The Armidale School, NSW (Now co-educational)
- Macquarie Boys Technology High School
- Maryborough Boys' High School, merged into Maryborough State High School
- Newcastle Boys' High School, (now coeducational)
- Southwood Boys' Grammar School, merged into Tintern Grammar
- The School, Mount Victoria
- New Town High School, Tasmania (to become co-educational)
- Horton College Tasmania, closed in 1894
- Guildford Grammar School.(Now coeducational)
- St Patrick's College, Launceston, Tasmania (Now coeducational)
- Launceston Grammar School, Tasmania (Now coeducational)
- Scotch College, became Scotch Oakburn College (Tasmania)

## Áo
Trước đây
- Theresianum (now coeducational)

## A-déc-bai-gian
- Agdash Private Turkish High School

Trước đây
- Baku Dede Gorgud Private Turkish High School (closed)
- Baku Private Turkish High School (closed)
- Sharur Turkish High School (closed)

## Bru-nây
- Ma'had Islam Brunei
- Muda Hashim Secondary School
- Rimba Arabic Secondary School
- Sultan Omar Ali Saifuddien College

Ghi chú: Hassanal Bolkiah Boys' Arabic Secondary School, despite its name, admits both male and female students.

## Ca-na-đa

### British Columbia

#### Vancouver
- St. George's School (Vancouver)
- Vancouver Christian School

### Ontario
- St. Andrew's College, Aurora

#### Toronto
- Brebeuf College School
- Chaminade College School
- Neil McNeil High School
- St. Michael's College School
- Upper Canada College
- Royal St. George's College

Former:
- Michael Power High School, merged into Michael Power/St. Joseph High School
- De La Salle College (now coeducational)

### Quebec
Former
- Collège Jean-de-Brébeuf (now coeducational)

## CH Síp
Trước đây
- American Academy of Larnaca (now coeducational)

## Ê-ti-ô-pi-a
- St Joseph's School, Addis Ababa

## Phi-gi
- Toorak Boys’ School

## Pháp
- Chavagnes International College

## Gibraltar
- Bayside Comprehensive School

## Hy Lạp
- Fifth Boys Gymnasium of Thessaloniki (closed)

A non-profit public secondary school in the city of Thessaloniki's Analipsi neighborhood, comprised 3-year junior high school and 3-year high school (six-grade), and also Higher Education entrance education. Previous was the Villa Mehmet Kapandji, today is The Cultural Centre of Education Foundation of National Bank of Greece.

## Guam
- Father Dueñas Memorial School

## Guernsey
- Elizabeth College, Guernsey

## Hung-ga-ri
- Benedictine High School of Pannonhalma

## Ấn Độ
Mời xem, Thể loại:Trường nam sinh tại Ấn Độ.

## I-ran
Since the Iranian Revolution government schools have been divided by gender
- Tehran International School has separate campuses for boys.

## I-rắc
Baghdad
- Baghdad College

Al Mutamayizeen Secondary has boys' schools.

## Gia-mai-ca
- Alpha Boys School
- Cornwall College
- Jamaica College
- Munro College
- St. George's College

## Jersey
- De La Salle College, Jersey
- Victoria College, Jersey

## Kenya
- Alliance High School (Kenya)
- Highway Secondary School
- St. Mary's School, Nairobi
- Starehe Boys' Centre and School
- Maranda High School

## Hàn Quốc
- Kyunggi High School

## Li-băng
Became coeducational
- American Boys College (now International College, Beirut)

## Luxembourg
Now coeducational
- Lycée de Garçons Esch-sur-Alzette (since 1969)
- Lycée de Garçons de Luxembourg (since the 1960s)

## Ma-lai-xi-a
- English College Johore Bahru
- Methodist Boys' School, Kuala Lumpur
- Royal Military College
- Victoria Institution

## Malta
- St. Edward's College, Malta
- St. Michael School (Malta)

## Mauritius
- Ebène State Secondary School (Boys)[1]
- Cosmopolitan College (Boys)
- Windsor College Boys

## Mexico
- Bachillerato Anáhuac Campus Monterrey

Irish Institute in the State of Mexico has a separate campus for boys.
Universidad Panamericana Preparatoria in Mexico City has a separate campus for boys.

## Namibia
Former boys schools
- St. Paul's College, Namibia, (now coeducational)

## Nepal
Former boys schools
- St. Xavier's School, Godavari (became coeducational in 1996)

## New Zealand
Auckland Region
- Auckland Grammar School
- De La Salle College, Mangere East
- Dilworth School
- Kelston Boys' High School
- King's College, Auckland (Junior only)
- King's School, Auckland
- Liston College
- Rosmini College
- Sacred Heart College, Auckland
- Saint Kentigern Boys' School
- St Paul's College, Auckland
- St Peter's College, Auckland
- Westlake Boys High School
- Saint Kentigern College has gender separation in some classes

Bay of Plenty Region
- Rotorua Boys' High School
- Tauranga Boys' College

Canterbury region
- Christchurch Boys' High School
- Christ's College, Christchurch
- Medbury School
- Shirley Boys' High School
- St Bede's College, Christchurch
- St Thomas of Canterbury College
- Timaru Boys' High School

Gisborne Region
- Gisborne Boys' High School

Hawke's Bay Region
- Hastings Boys' High School
- Hereworth School
- Lindisfarne College, New Zealand
- Napier Boys' High School
- St John's College, Hastings
- Te Aute College
- Te Aratika Academy

Manawatū-Whanganui
- Hato Paora College
- Palmerston North Boys' High School

Marlborough Region
- Marlborough Boys' College

Northland Region
- Whangarei Boys' High School

Otago region
- John McGlashan College
- King's High School, Dunedin
- Otago Boys' High School
- Waitaki Boys' High School

Southland region
- Southland Boys' High School

Taranaki Region
- Francis Douglas Memorial College
- New Plymouth Boys' High School

Tasman District
- Nelson College
- Nelson College Preparatory School

Waikato region
- Hamilton Boys' High School
- St John's College, Hamilton
- St Paul's Collegiate School (Junior only)

Wellington Region
- Hutt International Boys' School (Upper Hutt)
- St Bernard's College, Lower Hutt
- St Patrick's College, Kilbirnie, Wellington
- St Patrick's College, Silverstream
- Rathkeale College
- Rongotai College
- Wellesley College, New Zealand
- Wellington College, Wellington

Former boys' schools
- Waihi School (coeducational since 2021)

## Nigeria
Abia State
- Government College Umuahia
- Marist Brothers' Juniorate, Uturu

Akwa Ibom State
- Holy Family College, Abak
- Methodist Boys' High School, Oron

Anambra State
- Bishop Crowther Seminary
- Christ the King College, Onitsha

Benue State
- St. Andrew's Secondary School, Adikpo[2]

Delta State
- Government College Ughelli

Ebonyi State
- Government Secondary School, Afikpo

Imo State
- Government Secondary School, Owerri

Lagos State
- Eko Boys' High School
- Methodist Boys' High School

Ogun State
- Baptist Boys' High School
- Ijebu Ode Grammar School
- King's College, Lagos
- Nigerian Navy Secondary School, Abeokuta

Oyo State
- Government College, Ibadan

Plateau State
- Air Force Military School, Jos, Nigeria

## Pa-ki-xtan
Government schools in this country are divided by gender
- Army Burn Hall College boys' campuses
- Islamabad College for Boys
- PAF College Lower Topa
- Sacred Heart High School for Boys

## Phi-lip-pin
- Aquinas School
- Don Bosco Technical Institute of Makati
- Lourdes School of Mandaluyong
- PAREF Northfield School
- PAREF Southridge School
- PAREF Springdale School
- PAREF Westbridge School
- Xavier School

## Ả Rập Xê Út
Government schools in this country are divided by gender
- Al-Thager Model School

## Xinh-ga-po
- Hwa Chong Institution Boys High School
- Victoria School

## Nam Phi
Eastern Cape
- Graeme College
- St Andrews College
- Grey High School
- Queen's College Boys' High School
- Dale College
- Selborne College
- Muir College

Free State
- Grey College
- St Andrew's School

Gauteng
- Parktown Boys' High School
- Pretoria Boys High School
- St Stithians College
- Springs Boys' High School
- King Edward VII School
- Christian Brothers' College, Boksburg
- Afrikaanse Hoër Seunskool
- St John's College
- St David's Marist, Inanda
- Jeppe High School for Boys
- St Benedict's College, Bedfordview
- St Alban's College
- St Declan's School for Boys
- Athlone Boys High School
- Highlands North Boys High School

KwaZulu-Natal
- Drakensberg Boys' Choir School
- St Charles College
- Kearsney College
- Michaelhouse
- Hilton College
- Clifton School
- Durban High School
- Northwood School
- Glenwood High School
- Maritzburg College
- Westville Boys High School
- Pinetown Boys' High School

Northern Cape
- Kimberley Boys' High School

North West
- Potchefstroom High School for Boys

Western Cape
- Hoër Landbouskool Boland
- Diocesan College
- Paarl Boys' High School
- Wynberg Boys' High School
- Rondebosch Boys High School
- Paul Roos Gymnasium
- South African College Schools
- Star College Bridgetown

## Đài Loan (tức Trung Hoa Dân Quốc)
- Taipei Municipal Jianguo High School

## Tan-da-ni-a
- Kibaha Secondary School

## Thổ Nhĩ Kỳ
Now coeducational
- Lycée Saint-Joseph, Istanbul (became coeducational in 1987)

Moved
- American Boys College (now International College, Beirut) (was in Izmir/Smyrna, moved to Lebanon)

## U-gan-đa
- Jinja College
- Namilyango College
- St. Mary's College Kisubi

## Việt Nam
Các trường nam sinh ngày trước
- Trường Pétrus Ký (nay chuyển sang nam nữ học chung)

## Dăm-bi-a
Các trường nam sinh ngày trước
- David Kaunda Technical High School (nay chuyển sang nam nữ học chung)

## Dim-ba-buê
- Kutama College (officially St Francis Xavier College)
- Peterhouse Boys' School

## Theo cựu quốc gia

### Đế chế Ottoman
Adana Vilayet
Adrianople Vilayet
- Bulgarian Men's High School of Adrianople

Aydin Vilayet
- American Boys College (now International College, Beirut) (Smyrna (now Izmir))

Constantinople Vilayet
- Lycée Saint-Joseph, Istanbul

Salonika Vilayet
- Bulgarian Men's High School of Thessaloniki (Salonika)